# Idioma biri
Biri, también llamado Biria, Birri Gubba, Birigaba, Wiri, Perembba entre otras variantes, es una lengua aborigen australiana del área de Mackay de Queensland, hablada por el pueblo Birri Gubba. Hay al menos ocho idiomas considerados como dialectos de Biri, y dos más que están relacionados pero cuyo estado aún no está completamente determinado. Todos están cubiertos en este artículo.
Se escribió una gramática del biri propiamente dicho antes de que el idioma casi se extinguiera. A partir de enero de 2020 algunos de los dialectos han estado experimentando una revitalización entre hablantes no nativos.

## Dialects

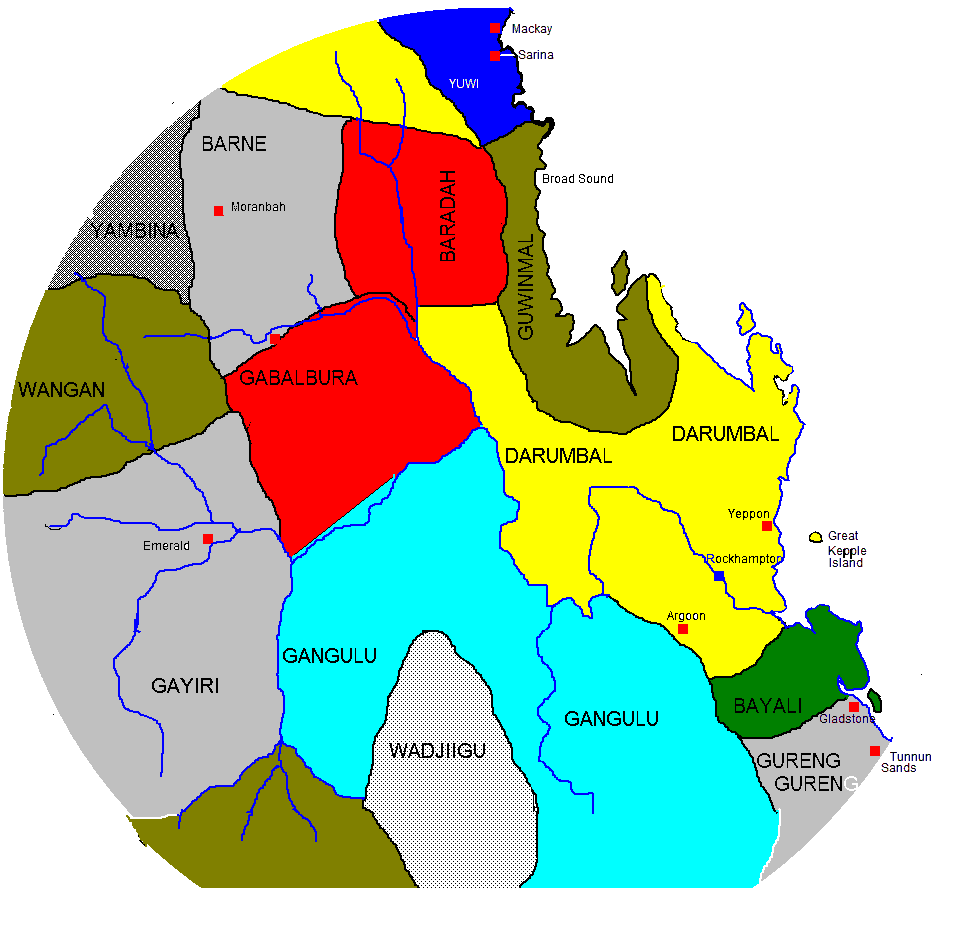
Mapa de las tierras tradicionales de los aborígenes alrededor de Mackay, Rockhampton y Gladstone en Queensland

Los siguientes idiomas se consideran dialectos confirmados de Biri por la base de datos AUSTLANG mantenida por AIATSIS. Solo se da un nombre alternativo, por brevedad; la mayoría tiene muchos más. Todos estos dialectos parecen estar extintos; AUSTLANG no muestra hablantes para ninguno de ellos desde 1975.
- E38: Garaynbal (Garingbal)
- E40: Gangulu (Kaangooloo)
- E48: Baradha (Thar-ar-ra-burra)
- E51: Yambina (Jampal)
- E52: Yangga (Jangga)
- E54: Yuwi (Juipera)
- E55: Yilba (Yukkaburra)
- E57: Wiri (Widi)
- E58: Giya (Bumbarra)
- E59: Ngaro (Giya)
- E63: Yetimarala / Yetimarla (Bayali)

### Yuwi
E54: Yuwi (Juipera, Toolginburra, Yuipera, Juwibara, Yuibera, Yuwiburra, Yuwibarra, Yuwibara): Yuwibara es tratado como un dialecto de Biri por Angela Terrill, basado en la lista de George Bridgeman y Pierre-Marie Bucas' en Edward Micklethwaite Curr (Vol.3, pp. 44–51), teniendo más del 80% en común con Biri. Sin embargo, Gavan Breen lo asigna a Wiri (E57), otro dialecto de Biri, sobre la base de la geografía y otras pruebas. AIATSIS no le había asignado un estado.
Yuwi no tuvo hablantes registrados entre 1975 y 2016 según AUSTLANG, pero se están haciendo esfuerzos para revivir el idioma. Después de que un grupo de descendientes de Yuwi trabajara arduamente para revivir el idioma, en enero de 2020 los ancianos pudieron realizar ceremonias de "Bienvenido al país" en el idioma. Fue un proceso largo, que incluyó a los ancianos consultar con la Biblioteca estatal de Queensland, trabajar en la creación de listas de palabras y desarrollar un diccionario. La organización First Languages Australia (un organismo de defensa del idioma establecido en 2013) presta apoyo.
El idioma y la gente generalmente se conocen como Yuwibara hoy en día, con una determinación de título nativo de 2020 hecha a este nombre.

### Ngaro
E59: El estado de Ngaro como un dialecto separado no está confirmado, y la única fuente es una lista de palabras de Tindale. Breen se lo asigna a Wiri (E57).

### Gabulbarra
Gabulbarra es el nombre de un pueblo del centro de Queensland, pero se sabe poco sobre su idioma. Gavan Breen cree que hablaban un dialecto de Biri, y el estado de su idioma está registrado como "potencial" en AUSTLANG.

## Fonología

### Consonantes
|           | Periférica | Periférica | Laminal | Laminal  | Apical     | Apical |
| Bilabial  | Velar      | Palatal    | Dental  | Alveolar | Retrofleja |        |
| --------- | ---------- | ---------- | ------- | -------- | ---------- | ------ |
| Oclusiva  | b          | ɡ          | ɟ       | d̪        | d          |        |
| Nasal     | m          | ŋ          | ɲ       | n̪        | n          |        |
| Lateral   |            |            |         |          | l          |        |
| Rótica    |            |            |         |          | r          | ɻ      |
| Semivocal | w          | w          | j       |          |            |        |

### Vocales
Las vocales son /a, i, u/.

## Pueblos
Los siguientes pueblos hablaban los dialectos de Biri mencionados anteriormente:
- Pueblo baradha
- Pueblo biria
- Pueblo ganglu
- Pueblo Garaynbal
- Pueblo giya (Gia)
- Pueblo ngaro
- Pueblo wiri
- Pueblo Yambina
- Pueblo Yangga
- Pueblo Yetimarala
- Pueblo Yilba
- Pueblo Yuwibara